# Via delle storie infinite
Via delle storie infinite è il dodicesimo album  del cantautore italiano Luca Barbarossa, pubblicato nel 2008.
In Aspettavamo il 2000, partecipano i Piccoli Cantori di Milano, che con Barbarossa cantano il ritornello.

## Tracce
1. Via delle storie infinite – 4:23
2. Un altro giorno – 4:24
3. Invece no – 3:28
4. Greta – 4:10
5. Aspettavamo il 2000 – 3:51
6. Dio non è – 3:31
7. Forme di vita – 3:49
8. Se fa paura l'amore – 3:37
9. Vai vai – 4:29
10. Cose e rose – 4:01
11. Un po' d'eternità – 4:11
12. Lieto fine – 3:32

## Formazione
- Luca Barbarossa – voce, chitarra
- Gigi De Rienzo – basso
- Danilo Pao – chitarra
- Cesare Chiodo – basso
- Agostino Marangolo – batteria
- Mario Amici – chitarra
- Rosario Jermano – percussioni
- Cristiano Micalizzi – batteria
- Adriano Pennino – pianoforte
- Mario Schilirò – chitarra
- Maurizio Fiordiliso – chitarra